# Dinastía hetumiana

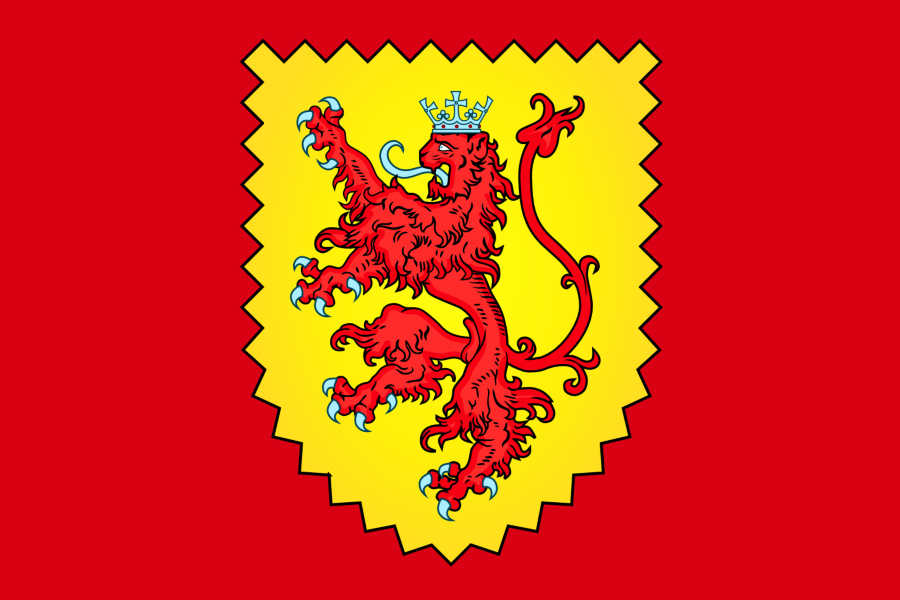
Bandera de la Dinastía hetumiana.

Escudo de armas de la Dinastía Hetumida.

La Dinastía hetumiana o hetúmida (en armenio: Հեթումյաններ) también conocida como la Casa de Lampron, fueron los gobernantes del Reino armenio de Cilicia desde 1226 hasta 1341. Haitón, el primero de los hetumianos llegaron al poder cuando se casó con la reina Isabel de Armenia, que había heredado el trono de su padre.

## Monarcas hetumianos de Armenia
- Haitón I (1226-1270)
- León II (1270-1289), hijo de Haitón I
- Haitón II (1289-1293), hijo de León II
- Teodoro III (1293-1298), hijo de León II
- Haitón II (1294-1297)
- Sempad (1297-1299), hijo de León II
- Constantino III (1299), hijo de León II
- Haitón II (1299-1301), regente entre 1301 y 1307
- León III (1301-1307), hijo de Teodoro III
- Oshin (1307-1320), hijo de León II
- León IV (1320-1341), hijo de Oshin

El reino armenio pasa al control de la Casa de Lusignan de Chipre.